# Ludwig Gräf
Ludwig Gräf (* 25. August 1908 in Homburg; † 18. September 1978 in ebenda) war ein deutscher Sportschütze, der für das Saarland antrat.

## Biografie
Ludwig Gräf gehörte der saarländischen Delegation bei den Olympischen Sommerspielen 1952 in Helsinki an. Er startete im Kleinkalibergewehr liegend und im Kleinkalibergewehr Dreistellungskampf. Liegend erreichte er den 40. und im Dreistellungskampf den 38. Rang.